# Solymár, Pesta
Solymár (în română Șoimar, în germană Schaumar) este un sat în districtul Pilisvörösvár, județul Pesta, Ungaria, având o populație de 9.652 de locuitori (2011).

## Demografie
Componența etnică a satului Solymár
     Maghiari (84,12%)
     Germani (12,44%)
     Necunoscut (2,17%)
     Alții (1,27%)
Componența confesională a satului Solymár
     Romano-catolici (43,99%)
     Fără religie (15,08%)
     Reformați (9,18%)
     Atei (2,38%)
     Luterani (1,43%)
     Necunoscută (26,57%)
     Alte religii (4,42%)
Conform recensământului din 2011, satul Solymár avea 9.652 de locuitori. Din punct de vedere etnic, majoritatea locuitorilor (84,12%) erau maghiari, cu o minoritate de germani (12,44%). Apartenența etnică nu este cunoscută în cazul a 2,17% din locuitori. Nu există o religie majoritară, locuitorii fiind romano-catolici (43,99%), persoane fără religie (15,08%), reformați (9,18%), atei (2,38%) și luterani (1,43%). Pentru 26,57% din locuitori nu este cunoscută apartenența confesională.